# Mount Norquay
Mount Norquay är ett berg i Kanada.   Det ligger i provinsen Alberta, i den centrala delen av landet, 3 000 km väster om huvudstaden Ottawa. Toppen på Mount Norquay är 2 522 meter över havet, eller 572 meter över den omgivande terrängen. Bredden vid basen är 3,8 km.
Terrängen runt Mount Norquay är bergig västerut, men österut är den kuperad.Runt Mount Norquay är det ganska tätbefolkat, med 52 invånare per kvadratkilometer.. Närmaste större samhälle är Banff, 5,1 km sydost om Mount Norquay.
I omgivningarna runt Mount Norquay växer i huvudsak barrskog.